# تل الحمام
تل الحمام هو موقع أثري في الأردن، يقع في الجزء الشرقي من وادي الأردن السفلي بالقرب من مصب نهر الأردن. يحتوي الموقع على آثار كبيرة تعود إلى العصر النحاسي، والعصر البرونزي المبكر، والمتوسط، والعصر البرونزي الأوسط، والعصر الحديدي الثاني.

## تحديدات محتملة في فترات مختلفة
- أعتبر العديد من العلماء أن المنطقة المحيطة بتل الحمام في العصور البرونزية المتأخرة بأنها أبيل شتيم.[2]
- ترتبط مدينة ليفياس الرومانية (باللاتينية: Liviada)‏ تقليديًا بتل الرامة في القرن الأول الميلادي،[3] على الرغم من أن وليام فوكسويل أولبرايت حدد ليفياس بتل إكتانو القريب على بعد حوالي 2.75 كيلومتر (1.71 ميل) جنوب شرق تل الرامة.[4]
- أدت الحفريات الأخيرة في تل الحمام إلى نظرية مفادها أن تل الرامة القريب كان المركز التجاري والسكني لليفياس، بينما كان المركز الإداري يقع في تل الحمام.[5] وفي العصور الرومانية والبيزنطية والأموية (165 ق.م – 750 م) كان الموقع جزءًا من مدينة ليفياس (المعروفة أيضًا باسم جولياس)، وهي مدينة مهمة في بيريا أعاد هيرودس أنتيباس بناؤها.[6][7]

## تاريخ البحث
كتب كلود كوندر عن الموقع في القرن التاسع عشر، ووصفه بيري مالون بالتفصيل في عام 1932. لاحظ كلاهما وجود آثار مجمع حمامات روماني اختفت لاحقًا، والذي من المفترض أنه أعطى للتل اسمه ("تل الحمامات الساخنة"). تم اكتشاف مجمع حمامات بيزنطي صغير (بمقاس 5 متر × 2 متر) خلال حملة حفريات مجددة في عام 2011، وهو يشبه حمامات رومانية في منطقة رامات هاناديف الجنوبية في جبل الكرمل فلسطين حاليًا.
بعد زيارته في عام 1941، حدد نيلسون غلوك الموقع كآثار مستوطنة من العصر الحديدي، وربطها بالمكان المذكور في الكتاب المقدس باسم أبيل شتيم. أجرت عالمة الآثار الأسترالية كاي براج مسحًا سريعًا للموقع في الفترة من 1975 إلى 1976 أثناء عملها في تل إكتانو المجاور. وعادت في عام 1990 لإجراء استطلاع شامل وحفر أجزاء من مستويات العصور البرونزية في الموقع.
منذ عام 2005، أشرف ستيفن كولينز من جامعة ترينيتي الجنوبية الغربية على أعمال التنقيب في الموقع،  وهي مؤسسة غير معتمدة في الولايات المتحدة تؤمن بأن الكتاب المقدس لا يحتوي على أخطاء. ربط كولينز الموقع بمدينة سدوم الأسطورية المذكورة في الكتاب المقدس،  وهو ادعاء رفضه العلماء وغيرهم من حرفيي الكتاب المقدس.
في عام 2016 لاحظ فريق من جامعة أكسفورد أن الحفريات أدت إلى تعرض التل القديم لتخريب كبير،  وعبّر علماء الآثار عن قلقهم من أن ربط الموقع بسدوم قد يشجع الأشخاص على نهب الآثار والمشاركة في تجارة القطع الأثرية غير القانونية، نظرًا لأن هناك طلبًا كبيرًا على الأشياء التي "تُسوق بشكل صريح لأولئك الذين يبحثون عن ارتباط ملموس بالكتاب المقدس".

### الانفجار
مجموعة من الباحثين برعاية مجموعة أبحاث المذنب، تتضمن أحد أعضاء فريق التنقيب الحالي، نشرت ورقة علمية تدّعي أن تل الحمام قد دُمر بشكل كارثي بسبب انفجار هوائي. ثلثا المؤلفين من أعضاء مجموعة أبحاث المذنب،  التي تدعي أيضًا أن درياس الأصغر قد نتجت عن اصطدام مذنب. وقد قُدمت هذه النظرية بالتزامن مع ادعاء يربط بين الموقع والقصة التوراتية عن تدمير سدوم.
أثار آخرون شكوكًا حول هذا الادعاء، وأتهموا المؤلفين بالتلاعب بالصور،  ونفى المؤلفون التلاعب بالصور، وفي وقت لاحق أعترفوا بإزالة أشياء غير ذات الصلة بالمحتوى العلمي مثل أشرطة القياس أو الأصابع، وقلب بعض الصور 180 درجة.
أثيرت مخاوف أخرى بأن المؤلفين لم يشيروا إلى المصادر الأصلية للصور ولا توجد جهود جادة لتوفير الوصول الكامل للمصادر والصور بشكل مستقل للجمهور العام. كما لا زالت تظهر المزيد من القضايا والأسئلة الأخرى بخصوص منهجية البحث والاستنتاجات المطروحة وتحليل البيانات المعروضة لم يتم حلها أو حتى أخذها بعين الاعتبار من قبل المؤلفين. وأخيرا تم وضع إعلان وتنبيه على موقع تلك الورقة يقر المحررون بتلقيهم للمخاوف والتحفظات المثارة وأن الأمر قيد المراجعة للنظر واتخاذ الإجراءات المناسبة.
نُشر مقال افتتاحي في مجلة Sapiens Anthropology انتقد منهجيات البحث المعتمدة في الدراسة العلمية ونزع عنها صفة العلم، وأشار إلى وجود تدمير علمي وعدم موثوقية وتضارب مع المنهج العلمي وانعدام الثقة والاهتمام عند الخبراء والمتخصصين الذين يعتقدون بعدم ارتباط الموقع المدروس بقصة مدينتي سدوم وعمورة المذكورة في الكتاب المقدس والقرآن بحسب تفسير البعض بتأويلات تاريخية معينة.
انتقد الفيزيائي مارك بوسلو المتخصص في مخاطر تأثير الكواكب وتجنب تأثير الكويكبات الفرضية القائلة بأن انفجارًا هوائيًا كان مسؤولاً عن تدمير المستوطنات البشرية في تل الحمام. ولفت الانتباه إلى منظور العصمة الكتابية الذي تم استخدامه في الادعاءات بأن انفجارًا جويًا دمر مدينة سدوم التوراتية.

## أنظر أيضا
- قائمة مدن الشرق الأدنى القديم
- سهول موآب

## روابط خارجية
- مشروع حفر تل الحمام